# Jarosław Borowiec
Jarosław Borowiec (ur. 25 kwietnia 1979) – polski historyk literatury, redaktor, edytor, doktor nauk humanistycznych.

## Życiorys
Absolwent filologii polskiej UAM w Poznaniu. W latach 2007–2012 odbył studia doktoranckie pod kierunkiem prof. Seweryny Wysłouch. Autor dysertacji (O)znaki śmierci w polskiej poezji po roku 1956.
Współorganizator konferencji naukowych poświęconych literaturze najnowszej. W latach 2011–2013 kurator festiwalu literackiego towarzyszącego Nagrodzie Kościelskich. Organizator licznych spotkań i wydarzeń literackich. Zajmuje się opracowywaniem archiwów literackich (m.in. Erny Rosenstein, Krystyny Miłobędzkiej i Andrzeja Falkiewicza).
Był związany z redakcjami „Tygodnika Powszechnego”, miesięcznika „W drodze” oraz „Dwutygodnika”. Teksty i rozmowy o literaturze publikował w tomach zbiorowych, a także m.in. na łamach „Nowych Książek” i „Twórczości”. Stypendysta Fundacji Uniwersytetu im. Adama Mickiewicza w Poznaniu (2010), Marszałka Województwa Wielkopolskiego (2011, 2017) oraz Ministra Kultury i Dziedzictwa Narodowego (2011).
W latach 2013–2016 twórca i redaktor naczelny Wydawnictwa Warstwy. Nominowany do nagrody Radia Wrocław Kultura „Emocje” w kategorii „Książki” „za niezwykle cenną pracę wydawcy pięknych książek”.
Jako redaktor przygotował m.in. publikacje Wielogłos. Krystyna Miłobędzka w recenzjach, szkicach, rozmowach (2012) oraz „Nie przeczytane”. Studia o twórczości Andrzeja Falkiewicza (2014). Autor książek: Zadura. Ścieżka wiersza (2008) oraz Szare światło. Rozmowy z Krystyną Miłobędzką i Andrzejem Falkiewiczem (2009).
Obecnie jest redaktorem naczelnym Wydawnictwa Wolno. Mieszka w Poznaniu.

## Publikacje
Książki redagowane i autorskie:
- Zadura. Ścieżka wiersza, Puławy 2008;
- Poznań w Marcu, Marzec w Poznaniu (w rocznicę 1968 roku), pod red. S. Wysłouch i J. Borowca, Poznań 2008;
- Szare światło. Rozmowy z Krystyną Miłobędzką i Andrzejem Falkiewiczem, Wrocław 2009;
- Marcin Świetlicki, Rysunki zabrane, wyb. i oprac., Poznań 2009;
- Krystyna Miłobędzka, znikam jestem (cztery wieczory autorskie), Wrocław 2010;
- Klasyk na luzie. Rozmowy z Bohdanem Zadurą, Wrocław 2011;
- Tymoteusz Karpowicz, Andrzej Falkiewicz, Krystyna Miłobędzka, dwie rozmowy (Oak Park / Puszczykowo / Oak Park), wybór listów oraz wprowadzenia K. Miłobędzka, opracowanie i przygotowanie materiałów J. Borowiec, Wrocław 2011;
- Krystyna Miłobędzka, Wacław Zimpel, Tyle tego Ty, redakcja, wybór i wstęp J. Borowiec, Poznań 2012;
- Wielogłos. Krystyna Miłobędzka w recenzjach, szkicach, rozmowach, Wrocław 2012;
- „Nie przeczytane”. Studia o twórczości Andrzeja Falkiewicza, pod redakcją J. Borowca i T. Mizerkiewicza, Wrocław 2014;
- Erna Rosenstein, Bajki, wybór, opracowanie i posłowie J. Borowiec, Wrocław 2014;
- Jadwiga Stańczakowa, Dziennik we dwoje, opracowanie i przypisy J. Borowiec, Wrocław 2015;
- Jadwiga Stańczakowa, Haiku, opracowanie i nota edytorska J. Borowiec, Wrocław 2015;
- Adam Hawałej, Tadeusz Różewicz, Śmietnik, redakcja i opracowanie J. Borowiec, Wrocław 2016;
- Jerzy Ficowski, Lodorosty i bluszczary. Wiersze dla dzieci, wybrał i opracował J. Borowiec, Lusowo 2017.